# I Love Rock 'n' Roll
I Love Rock 'n' Roll est une chanson de rock composée et enregistrée en 1975 par Alan Merrill et Jake Hooker, du groupe anglo-américain The Arrows.
La chanson a été reprise par le groupe américain Joan Jett and the Blackhearts en 1981. C'est cette reprise qui a propulsé la chanson au sommet de la musique rock.
Le titre a été repris par la suite de nombreuses fois, notamment par Britney Spears en 2002 ou encore par Alex Gaudino et Jason Rooney en 2008.

## Version de The Arrows
Cette version est la toute première de la chanson, écrite et enregistrée par les artistes américains Alan Merrill et Jake Hooker, membres du groupe The Arrows. Elle a été lancée pour la première fois en tant que single en 1975, accompagnée par la chanson Broken Down Heart de Roger Ferris. Elle a rencontré un franc succès à travers le monde, si bien qu'elle a incité Joan Jett à la reprendre. 4e single du groupe, on la retrouve   également sur leur unique album, First Hit, puis sur les CD publiés après la dissolution du groupe.

## Version de Joan Jett and the Blackhearts
Joan Jett assiste à la performance de The Arrows alors qu'elle fait sa tournée en Angleterre avec The Runaways, son groupe de l'époque, en 1976. C'est à partir de ce moment qu'elle éprouve le désir de reprendre la chanson, ce qu'elle fait en 1979 avec deux membres des Sex Pistols, Steve Jones et Paul Cook. Cette reprise n'a pas été sortie avant 1993. Entre-temps, Joan Jett enregistre la chanson avec The Blackhearts et la sort en 1981. Classée en 56e au Billboard's Greatest Songs of all time, cette version est la plus célèbre. Elle a fait l'objet de deux parodies et elle a été utilisée dans deux jeux vidéo, Guitar Hero et Karaoke Revolution Party. Le clip a été édité en deux versions, l'une en couleur et l'autre en noir et blanc, ce que Joan Jett a justifié en disant qu'elle n'aimait pas la façon de paraître de son fameux blouson de cuir rouge.
L'enregistrement de Joan Jett and the Blackhearts a reçu le Grammy Hall of Fame Award en 2016.
Cette version est samplée pour le titre Remind Me d'Eminem sur l'album Revival (2017).

### Classements hebdomadaires
| Classement (1982)                      | Meilleure position |
| -------------------------------------- | ------------------ |
| Afrique du Sud (Springbok Radio)       | 1                  |
| Allemagne (GfK Entertainment)          | 6                  |
| Australie (Kent Music Report)          | 1                  |
| Autriche (Ö3 Austria Top 40)           | 4                  |
| Belgique (Flandre Ultratop 50 Singles) | 2                  |
| Canada (RPM Top Singles)               | 1                  |
| États-Unis (Billboard Hot 100)         | 1                  |
| États-Unis (Mainstream Rock)           | 1                  |
| Irlande (Irish Singles Chart)          | 2                  |
| Italie (FIMI)                          | 27                 |
| Nouvelle-Zélande (RMNZ)                | 1                  |
| Pays-Bas (Nederlandse Top 40)          | 1                  |
| Pays-Bas (Single Top 100)              | 1                  |
| Royaume-Uni (UK Singles Chart)         | 4                  |
| Suède (Sverigetopplistan)              | 1                  |
| Suisse (Schweizer Hitparade)           | 3                  |

| Classement (1992) | Meilleure position |
| ----------------- | ------------------ |
| France (SNEP)     | 3                  |

| Classement (1994)              | Meilleure position |
| ------------------------------ | ------------------ |
| Irlande (Irish Singles Chart)  | 30                 |
| Nouvelle-Zélande (RMNZ)        | 45                 |
| Royaume-Uni (UK Singles Chart) | 75                 |
| Suède (Sverigetopplistan)      | 13                 |

### Certifications
| Pays                          | Certification | Date       | Unités certifiées |
| ----------------------------- | ------------- | ---------- | ----------------- |
| Australie (Kent Music Report) | Or            | 28/02/1983 | 50 000            |
| Canada (Music Canada)         | 2 × Platine   | 01/06/1982 | 200 000           |
| États-Unis (RIAA)             | Platine       | 20/09/1982 | 2 000 000         |
| France (SNEP)                 | Argent        | 1982       | 125 000           |
| Italie (FIMI)                 | Or            | 2023       | 50 000            |
| Royaume-Uni (BPI)             | Or            | 13/10/2023 | 400 000           |

## Version de Britney Spears
Singles de Britney Spears
I'm Not a Girl, Not Yet a Woman
(2002) Anticipating
(2002)
Cette version, produite et publiée en 2002 a été également utilisée dans son film Crossroads, sorti la même année. Britney Spears dit qu'on lui a demandé de chanter une chanson dans le film et qu'elle a choisi I Love Rock'n'Roll qu'elle avait déjà chantée à plusieurs reprises. Cette reprise s'inscrit dans le genre pop rock et dance-pop. Elle n'a pas été très bien accueillie par le public, étant même classée 37e dans les 100 Worst Song Ever par Matthew Wilkening de AOL Radio. Elle n'a fait que très peu de tops 10, mais plusieurs tops 40. Le single de la chanson s'est vendu à 65 000 exemplaires et a reçu une certification d'or en Australie. Le clip a mieux été accueilli par la critique, lequel se classe deuxième aux MTV Latin America, tout juste derrière le clip de Complicated d'Avril Lavigne.

### Classements
| Charts (2002)       | Meilleure Position |
| ------------------- | ------------------ |
| Monde               | 1                  |
| Australie           | 13                 |
| Autriche            | 9                  |
| Belgique            | 21                 |
| Canada              | 33                 |
| Allemagne           | 17                 |
| Europe              | 21                 |
| Finlande            | 19                 |
| Allemagne           | 7                  |
| Irlande             | 8                  |
| Israël              | 11                 |
| Italie              | 20                 |
| Japon Tokio Hot 100 | 47                 |
| Philippines         | 15                 |
| Portugal            | 4                  |
| Suède               | 15                 |
| Suisse              | 15                 |
| Royaume-Uni         | 13                 |

## Version d'Alex Gaudino et Jason Rooney
Singles de Alex Gaudino et Jason Rooney
Watch Out
(2008) I'm in Love (I Wanna Do It)
(2010)
Le DJ et compositeur de musique house italien Alex Gaudino reprend la chanson avec Jason Rooney en 2008.

### Liste des pistes
| 1. | I Love Rock 'n' Roll (Radio Edit)            | 3:37 |
| 2. | I Love Rock 'n' Roll (Extended Mix)          | 7:43 |
| 3. | I Love Rock 'n' Roll (Dabruck, Klein Remix)  | 6:01 |
| 4. | I Love Rock 'n' Roll (Mari & Milani Remix)   | 5:35 |
| 5. | I Love Rock 'n' Roll (Disko Kirminals Remix) | 7:05 |

Crédits et personnel
- Arrangeur vocal – Alex Gaudino
- Musique – Alan Merrill, Jake Hooker
- Parole – Alan Merrill, Jake Hooker
- Label: 541/NEWS

### Classement par pays
| Classement (2008)               | Meilleure position |
| ------------------------------- | ------------------ |
| Belgique (Wallonie Ultratip 50) | 10                 |
| France (Club 40)                | 9                  |

## Parodie
En décembre 2019, le blogueur et youtubeur britannique LadBaby (en) sort une parodie de la chanson qui se classe no 1 au Royaume-Uni (ainsi que dans le classement indépendant en Écosse) pendant la semaine de Noël 2019. Il s'agit d'un single caritatif dont les bénéfices sont reversés à l'ONG The Trussell Trust (en) qui coordonne le réseau national de banques alimentaires au Royaume-Uni.